# 普建勇
普建勇（1979年2月—），彝族，中华人民共和国政治人物。

## 生平
曾任共青团石林县委副书记、书记，石林县委办副主任、县委目督办主任，大可乡党委书记，石林县政府副县长，中共石林县委常委、县委办主任等职。后任中共寻甸回族彝族自治县委副书记，兼县委党校校长。2018年，出任石林县县长。